# Un omicidio perfetto a termine di legge
Un omicidio perfetto a termine di legge è un film del 1971, diretto da Tonino Ricci.

## Trama
A seguito di un incidente in motoscafo, provocato da un sabotaggio a opera di ignoti, l'ingegner Marco Breda viene operato d'urgenza al cervello. Dopo l'operazione l'uomo dà evidenti segni di squilibrio, forse a seguito del delicato intervento. L'uomo viene minacciato continuamente e, il suo stato di salute mentale, va sempre peggiorando. In realtà è in balia della moglie Monica, dell'amante della donna, Burt, e di Terry, una ragazza senza scrupoli complice dei due amanti. Scopo del trio è di portare alla pazzia Breda e di entrare in possesso dei suoi averi, fra cui spicca un'avviatissima attività aziendale.
In seguito la moglie dell'ingegnere uccide Burt e Terry, resasi conto che i due volevano ingannarla. Infine, in uno stato di puro terrore provocatole abilmente dal marito, Monica muore accidentalmente. La Polizia sospetta, ora, di Marco.

## Accoglienza

### Critica
Segnalazioni Cinematografiche, all'uscita del film, lo definisce "una vicenda estremamente complicata e tutt'altro che chiara, ma ravvivata da una efficace suspense".